# ألفريدو روبرتس
ألفريدو روبرتس (بالإنجليزية: Alfredo Roberts)‏ هو لاعب كرة قدم أمريكية أمريكي، ولد في 17 مارس 1965.

## وصلات خارجية
- ألفريدو روبرتس على موقع مرجع كرة القدم المحترفة.كوم (الإنجليزية)